# (15685) 1981 EU33
A (15685) 1981 EU33 a Naprendszer kisbolygóövében található aszteroida. Schelte J. Bus fedezte fel 1981. március 1-jén.